# ゆめタウン中津
ゆめタウン中津（ゆめタウンなかつ）は、株式会社イズミが運営する大分県中津市の総合スーパーである。営業時間は9時30分から21時まで。
JR九州日豊本線中津駅北口から徒歩10分の市街地にある。
2024年から2025年上半期にかけて段階的に改装し、2025年6月27日にグランドリニューアルオープンした。開業以来の大規模なリニューアルとなる。

## 主要テナント
出店テナント全店の一覧・詳細情報は公式サイト「ショップ一覧を参照」を参照。
- 井筒屋中津店
- ダイソー
- 明林堂書店
- エディオン
- バースデイ（2015年5月28日オープン[6]）
- 無印良品(2025年6月27日オープン[7])
- ペテモ (2025年6月27日オープン)
- セカンドストリート(2025年6月27日オープン)
- JINS (2025年6月27日オープン)
- yume kids（アミューズメント）
- ゼッテリア(旧・ロッテリア)
- ケンタッキーフライドチキン - ケンタッキー出店の逸話については、下記を参照。
- ミスタードーナツ
- サーティワンアイスクリーム
- 大阪王将
- 珈琲館
- ゆめ横丁

かつて出店してたテナント
- クラフトハートトーカイ(2023年5月7日閉店)[8]
- ドリームなかつ(2024年1月閉鎖)

## フロア
| RF 4F | 駐車場                                         | 駐車場                                         |
| ----- | ---------------------------------------------- | ---------------------------------------------- |
| 3F    | 駐車場                                         | yume kide 明林堂書店、セカンドストリートなど   |
| 2F    | 服、靴、ダイソーなど                           | 服、靴、ダイソーなど                           |
| 1F    | 食品売場、無印良品、ペテモ、井筒屋、飲食店など | 食品売場、無印良品、ペテモ、井筒屋、飲食店など |
| 別棟  | エディオン、バースデイ                         | エディオン、バースデイ                         |

## アクセス
- JR九州日豊本線中津駅より徒歩10分。

## 周辺施設
- 中津駅
- サンリブ中津店
- 東九州龍谷高等学校
- 大分県立中津支援学校（旧大分県立中津商業高等学校）
- 中津市立北部小学校
- グランプラザ中津ホテル

## ケンタッキー出店の逸話
中津市を除く大分県北部地方（宇佐市・豊後高田市・国東市・杵築市）にはケンタッキーフライドチキンの店舗が無く、大分県内でもわずか8店舗しかない。これはこの地方が鶏の唐揚げの消費量が多く、「中津風」（にんにく入りの調味液に漬け込んだ濃い目の味）の唐揚げに慣れていること、店の間での競争が激しく、価格面でケンタッキーに他店との対抗の余地が無いことが理由に挙げられる。以前、中津市内に出店したことがあったが、業績不振で一時撤退を余儀なくされた。新聞では「から揚げにつぶされた」と報道された。2007年にゆめタウンが有力な飲食関係のテナントを求めたのがきっかけとなり再出店を果たした。再出店以前は別府市または福岡県行橋市の店舗まで遠出しないと買えなかったという事もあり、売り上げは当初の予想を上回っている。